# Na'Toth
Na'Toth é uma personagem fictícia no universo da série de televisão de ficção científica Babylon 5. Na'Toth é a assistente do embaixador narn G'Kar, um dos personagens principais. Ela aparece principalmente na primeira e na segunda temporada, com uma aparição final na quinta.

## História
Ela foi interpretada por Julie Caitlin Brown na primeira temporada (uma seleção de última hora, após Susan Kellerman ter abandonado o set de filmagens). Por conta de problemas com a trabalhosa maquiagem e os prostéticos necessários para transformá-la numa narn, Brown não voltou para fazer o papel na segunda temporada da série. Problemas similares foram a causa da saída de Susan Kellerman e, antes dela, de Mary Woronov, que interpretaria Ko'Dath, um personagem fixo que depois foi cancelado. Para a segunda temporada, Brown foi substituída por Mary Kay Adams. O produtor executivo J. Michael Straczynski ficou rapidamente insatisfeito com a abordagem menos extrovertida de Adams e o personagem de Na'Toth foi excluído depois de aparecer em mais dois episódios. Brown voltou para reprisar seu papel no episódio A Tragedy of Telepaths, da quinta temporada. 
Em The Babylon Files, um livro-guia de Babylon 5, o criador da série, Straczynski disse que chegou a considerar que G'Kar teria uma série de ajudantes, como em Murphy Brown.

## Personagem
Na'Toth foi a segunda ajudante de G'Kar, após a sua primeira, Ko'Dath, ter morrido num acidente numa câmara de vácuo. Quando Na'Toth chegou, um membro do sindicato de assassinos de Narn estava tentando assassinar G'Kar a pedido de um antigo rival. G'Kar foi eventualmente sequestrado pelo assassino e Na'Toth foi até ele alegando ser seu substituto. Ela foi então capaz de desativar um dispositivo indutor de dor que havia sido colocado em G'Kar, permitindo que ele derrotasse o assassino, que fugiu da estação antes que o sindicato conseguisse eliminá-lo.
Na'Toth voltou para casa em Narn em algum momento da segunda temporada. Ela estava lá quando os centauri se utilizaram de aceleradores de massa para atirar asteroides em Narn. Na'Toth perdeu o contato no evento e foi presumida morta. Na quinta temporada, descobriu-se que ela estava viva e foi mantida presa no palácio imperial em Centauri Prime. Londo Mollari e G'Kar conseguiram contrabandeá-la para fora do palácio e conseguiram arranjar para que ela fosse enviada de volta para Narn e tratada de seus ferimentos.
Ela não apareceu mais em Babylon 5, seja nos episódios de TV ou nos filmes. O livro Out of the Darkness, de Peter David, sugere que em 2278 ela ainda estaria viva e morando em Narn.